# Attendrisseur
Un attendrisseur est un ustensile de cuisine destiné à attendrir des morceaux de viande avant la cuisson. Il en existe trois types principaux :
- les plus courants sont une sorte de marteau ou maillet, en métal ou en bois, à manche court et dont la tête comporte deux faces, l'une plate et l'autre munie de picots attendrisseurs en forme de pyramides ;
- un deuxième type est en forme de presse-purée à manche court et avec une grande face métallique qui peut être lisse ou bien munie des mêmes picots que dans le type précédent ;
- le troisième type est l'attendrisseur à lames, muni d'une série de lames conçues pour hacher les fibres du muscle.

Attendrir la viande avec le maillet adoucit les fibres de la viande en les rendant plus faciles à mastiquer et à digérer. Il permet également de réduire le temps de cuisson.
Il est utile lors de la préparation de tranches de steak trop dures, et convient particulièrement pour les pièces de viandes à frire ou à griller.
Il est également utilisé pour « taper » des filets de poulet ou des escalopes pour les amincir et les élargir.

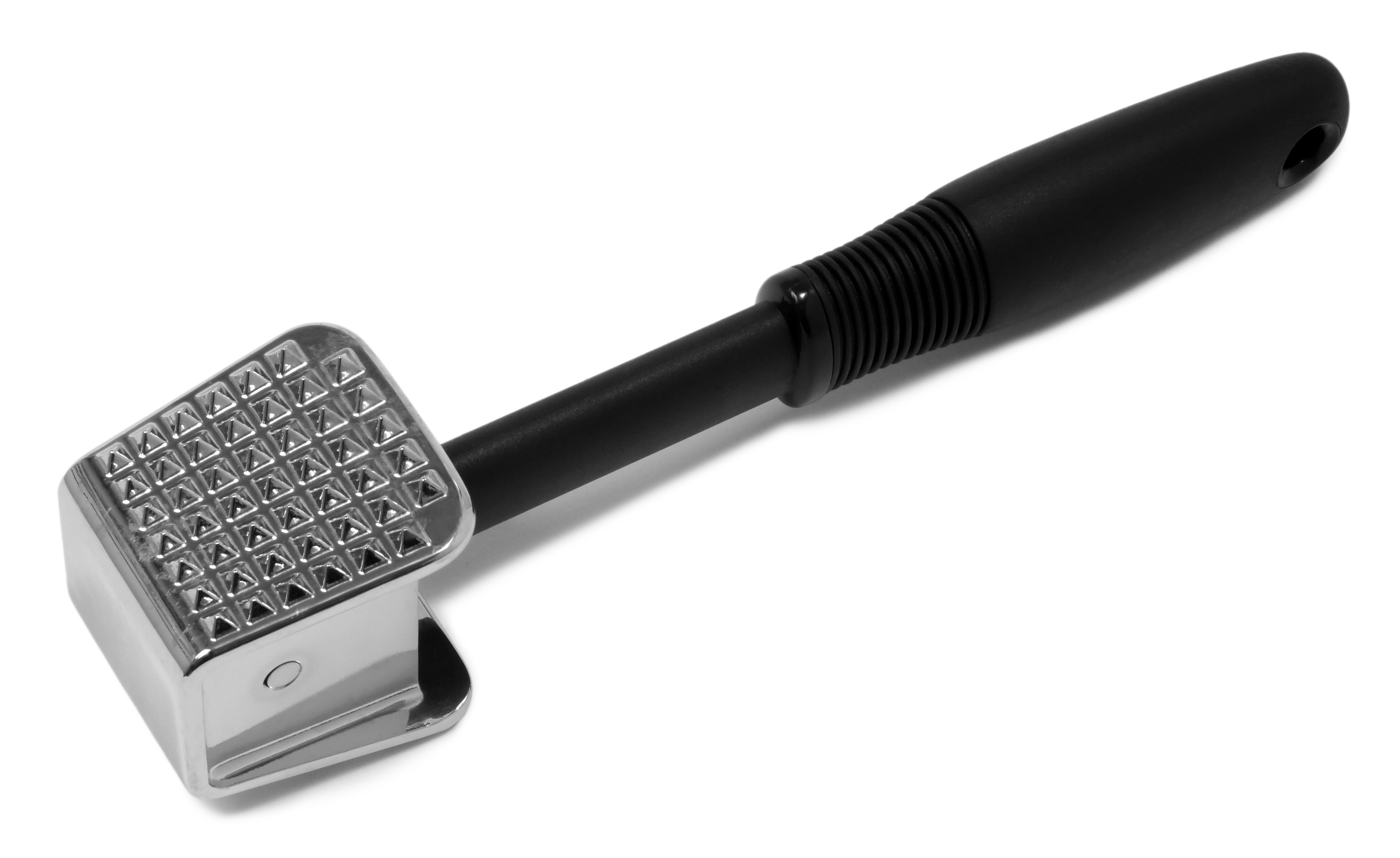
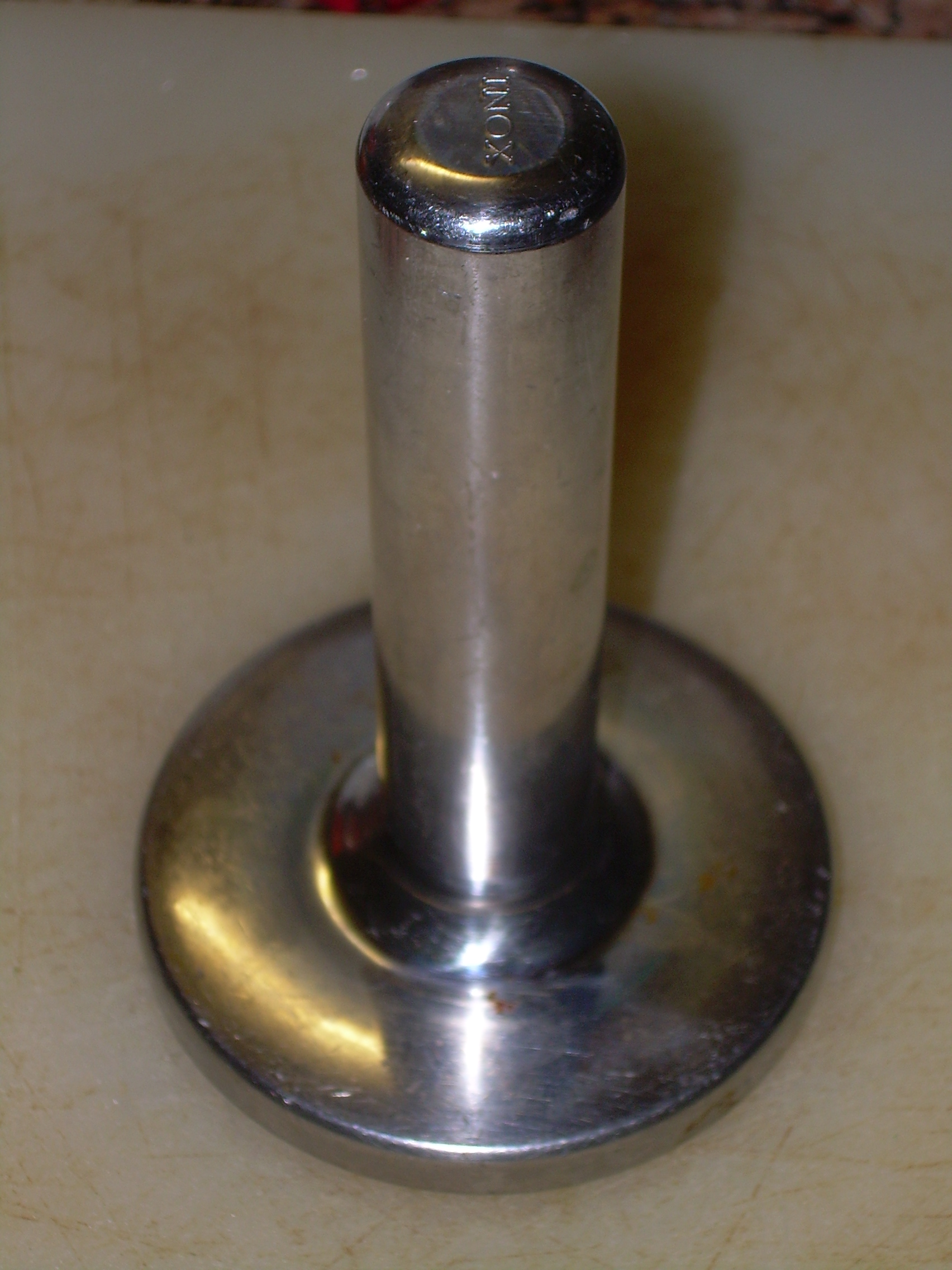
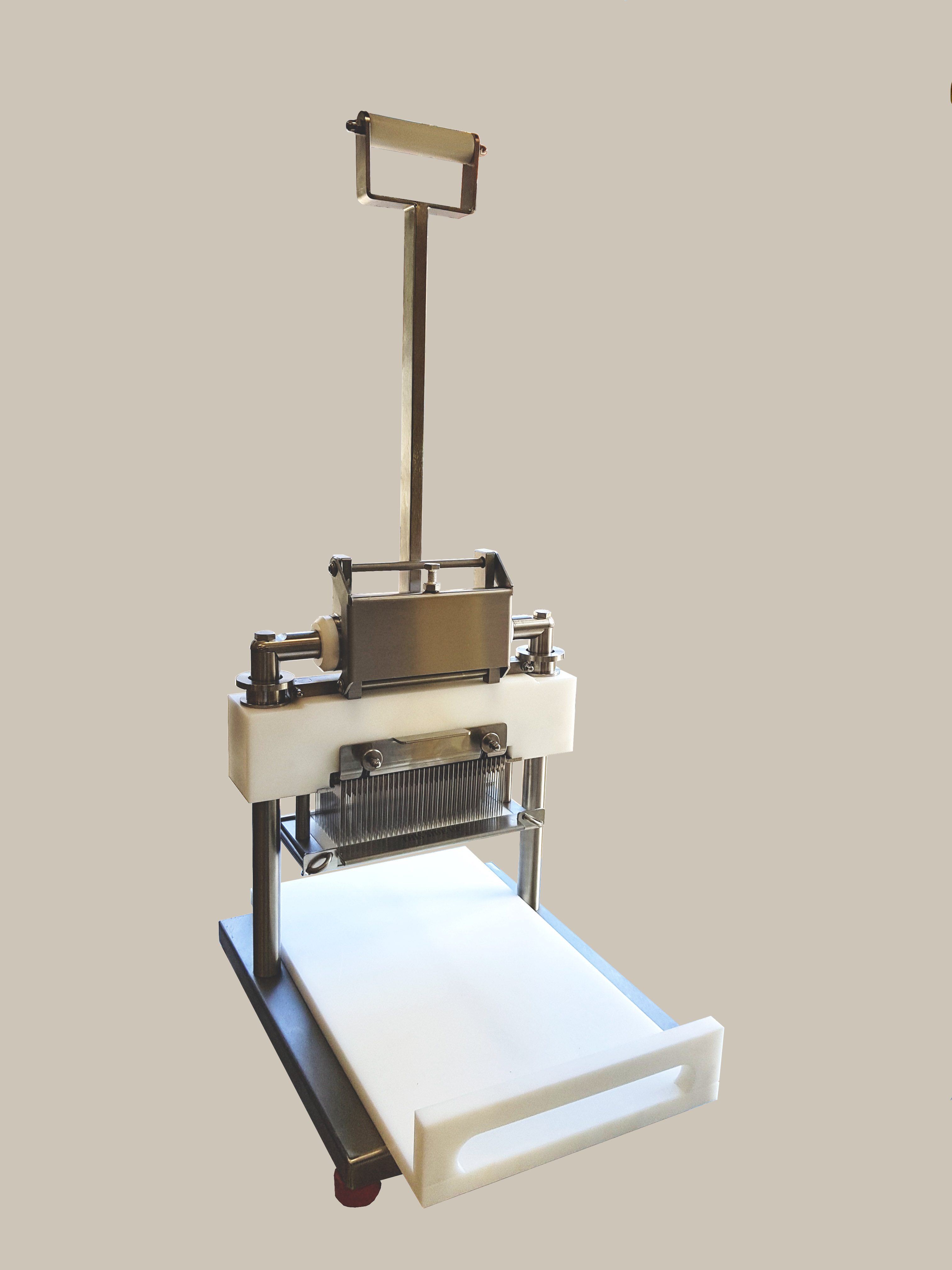
Attendrisseur à viande à lames.